# Paradiarsia juncta
Paradiarsia juncta là một loài bướm đêm trong họ Noctuidae.